# Барум (Ільцен)
Барум (нім. Barum) — громада в Німеччині, розташована в землі Нижня Саксонія. Входить до складу району Ільцен. Складова частина об'єднання громад Бефензен-Ебсторф.
Площа — 22,25 км2. Населення становить 756 ос. (станом на 31 грудня 2021).

## Галерея

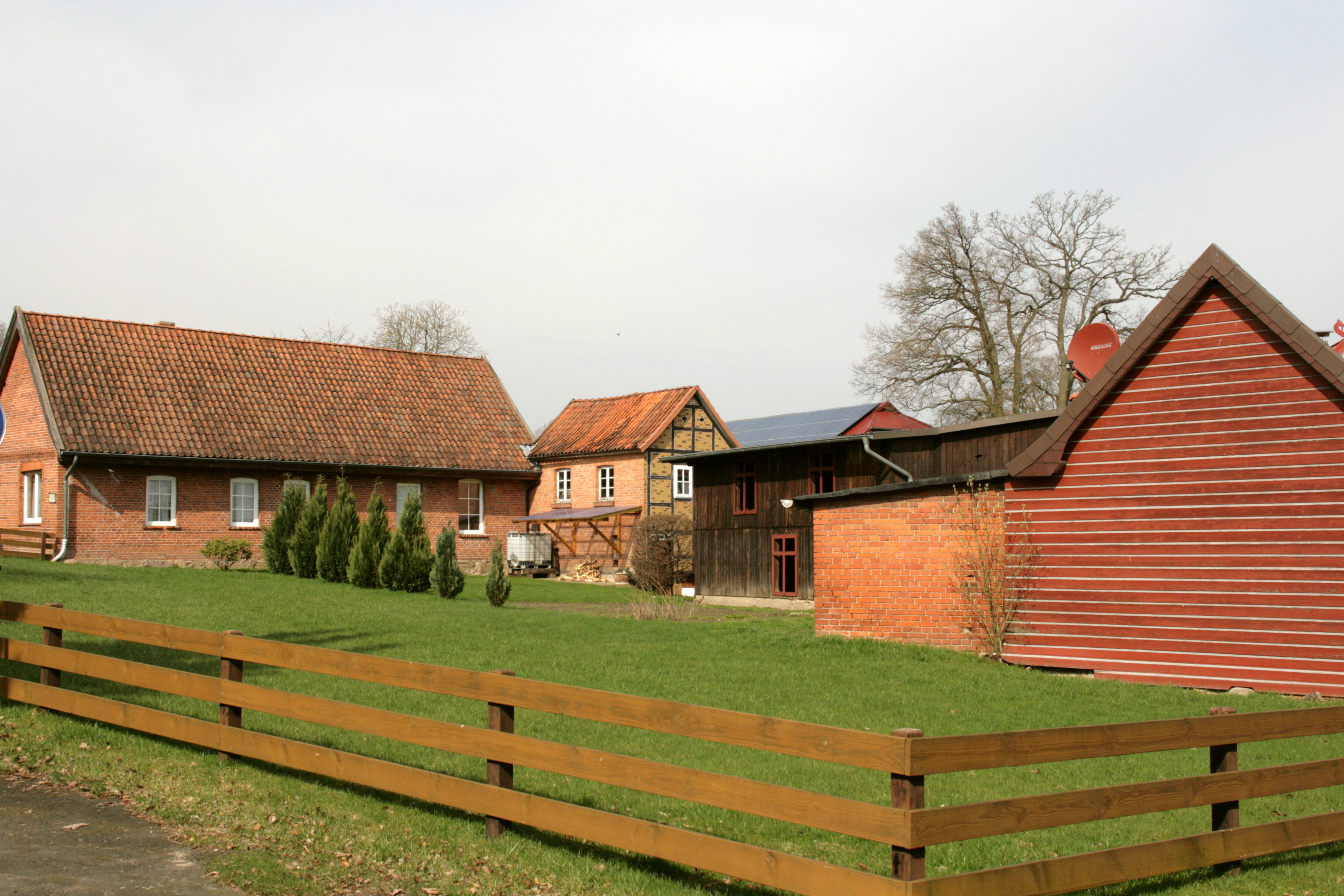
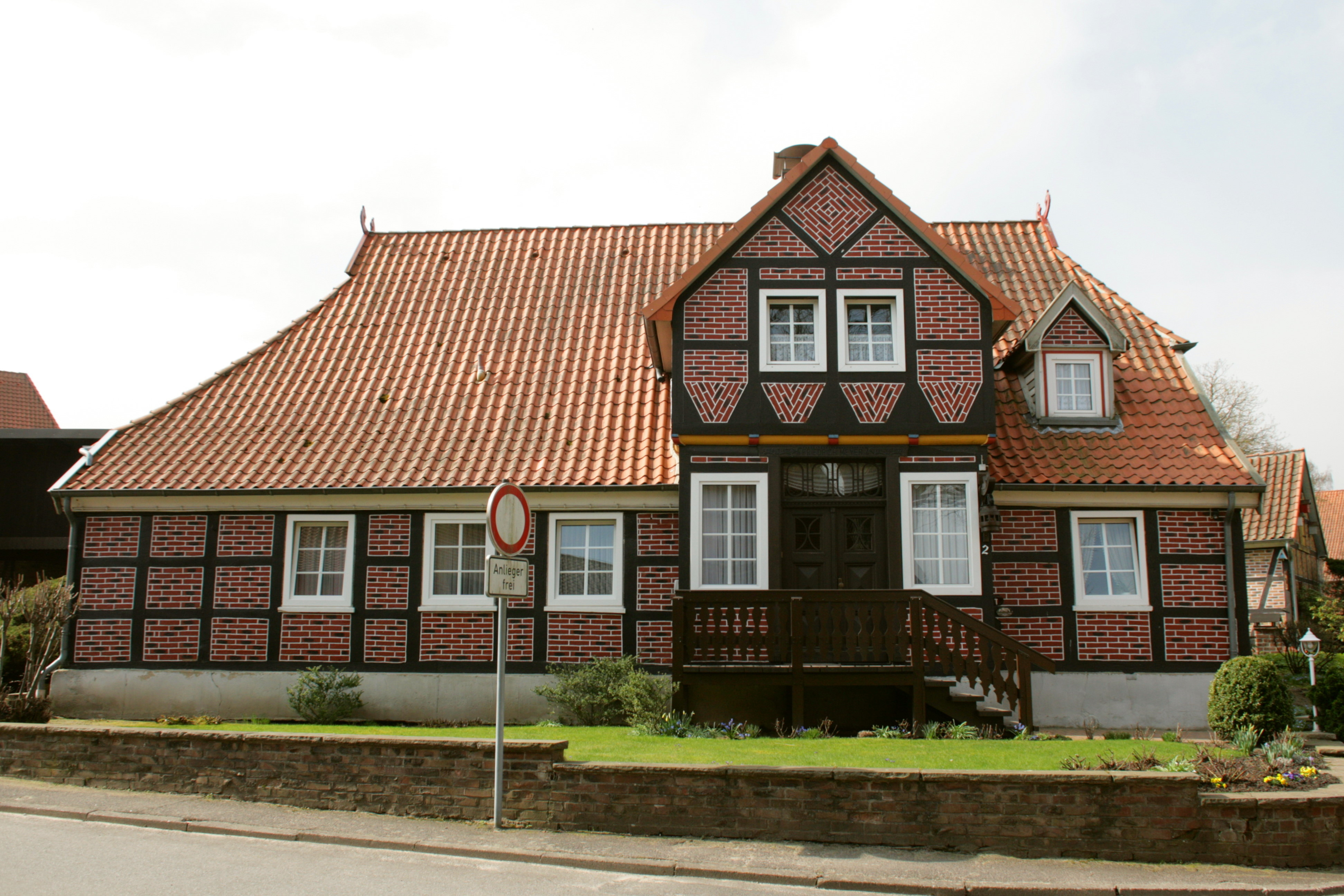